# Peñas (Oruro)
Peñas ist eine Ortschaft im Departamento Oruro im Hochland des südamerikanischen Anden-Staates Bolivien.

## Lage im Nahraum
Peñas ist zentraler Ort des Kanton Peñas im Municipio Pazña in der Provinz Poopó. Die Ortschaft liegt auf einer Höhe von 3815 m am Mittellauf des Río Peñas, der im weiteren Verlauf in den südöstlichen Teil des Poopó-Sees mündet, eines etwa 1300 km² großen Salzsees südlich der Stadt Oruro.

## Geographie
Peñas liegt am östlichen Rand des bolivianischen Altiplano vor der Kordillere von Azanaques, die ein Teil der Gebirgskette der Cordillera Central ist. Das Klima der Region ist ein typisches Tageszeitenklima, bei dem die mittleren Temperaturschwankungen im Tagesverlauf deutlicher ausfallen als im Ablauf der Jahreszeiten.
Die Jahresdurchschnittstemperatur der Region liegt bei 8–9 °C (siehe Klimadiagramm Challapata) und schwankt zwischen 4 °C im Juni und Juli und 11 °C im Dezember. Der Jahresniederschlag beträgt knapp 350 mm, bei einer ausgeprägten Trockenzeit von April bis Oktober mit Monatsniederschlägen unter 15 mm, und nennenswerten Niederschlägen nur von Dezember bis März mit 60 bis 80 mm Monatsniederschlag.

## Verkehr
Peñas liegt in einer Entfernung von 129 Straßenkilometern südlich von Oruro, der Hauptstadt des gleichnamigen Departamentos.
Von Desaguadero am Titicacasee aus durchquert die asphaltierte Nationalstraße Ruta 1 das Hochland von Bolivien in nord-südlicher Richtung. Sie führt über El Alto und Oruro nach Pazña und von dort weiter in südlicher Richtung über Potosí und Tarija bis Bermejo an der bolivianisch-argentinischen Grenze.
Etwa 19 Kilometer südlich von Pazña zweigt eine unbefestigte Landstraße in östlicher Richtung ab und führt nach Peñas.

## Bevölkerung
Die Einwohnerzahl des Ortes ist in dem Jahrzehnt zwischen den beiden letzten publizierten Volkszählungen um etwa ein Fünftel zurückgegangen. Detaildaten der aktuellen Volkszählung von 2012 liegen derzeit noch nicht vor:
| Jahr | Einwohner | Quelle       |
| ---- | --------- | ------------ |
| 1992 | 207       | Volkszählung |
| 2001 | 162       | Volkszählung |
| 2012 | 1386      | Volkszählung |
| 2024 |           | Volkszählung |

Die Region weist einen hohen Anteil an Quechua-Bevölkerung auf, im Municipio Pazña sprechen 66,5 Prozent der Bevölkerung Quechua.

## Cañadón Peñas
Cañadón Peñas (cañadón = Feld im Tal, das bei Regen überflutet ist; peña = Fels, Berg) ist der Name für ein Entwicklungsprojekt im Kanton Peñas, das seit etwa 2005 als eines von fünfzehn „Millenniumsdörfern“ von der deutschen Welthungerhilfe unterstützt wird. In gemeinsamen Workshops haben die verarmten Einwohner des Peñas-Tales zusammen mit Fachleuten der Welthungerhilfe einen Fünfjahresplan aufgestellt, dessen Verbesserungen in vier Bereichen umgesetzt werden sollen: Ernährung, Wirtschaft, Bildung, Mitspracherecht der Frauen. Diese Ziele sollen durch Verbesserungen bei der Viehhaltung, dem Aufbau von kleinen Käsereien und der Errichtung von Schulen mit Mittagsverpflegung erreicht werden. Die Welthungerhilfe unterstützt mit diesem Projekt nicht nur die 400 Familien im Peñas-Tal, sondern auch die 13.000 ländlichen Bewohner der Region Pazña und Antequera, deren Schulen in das Projekt eingebunden sind.